# 赵淳生
赵淳生（1938年11月—），中国机械工程专家。南京航空航天大学教授。生于湖南衡山。1961年毕业于南京航空学院飞机系，1984年获法国巴黎高等机械学院工程力学博士学位。2005年当选为中国科学院院士。